# Baby-bossen
Baby-bossen (originaltitel: The Boss Baby) är en amerikansk datoranimerad film producerad av Dreamworks Animation och som distribueras av 20th Century Fox. Filmen är regisserad av Tom McGrath och har manus skrivet av Michael McCullers. Baby-bossen hade premiär i Miami 12 mars 2017 och släpptes på biografer i USA den 31 mars 2017. I Sverige hade filmen premiär den 7 april 2017.

## Rollista
| Figur                   | Engelsk röst             | Svensk röst               |
| ----------------------- | ------------------------ | ------------------------- |
| Baby-bossen             | Alec Baldwin             | Hasse Jonsson             |
| Tim Templeton           | Miles Christopher Bakshi | Einar Sundqvist           |
| Francis E. Francis      | Steve Buscemi            | Jonas Bergström           |
| Ted Templeton           | Jimmy Kimmel             | Andreas Rothlin Svensson  |
| Janice Templeton        | Lisa Kudrow              | Lina Hedlund              |
| Tim Templeton som vuxen | Tobey Maguire            | Peter Eggers              |
| Staci                   | ViviAnn Yee              | Juliette Safavi           |
| Jimbo                   | David Soren              | Christian Hedlund         |
| Trillingar              | Eric Bell Jr.            | Lukas Weideskog           |
| Stor-Baby-bossen        | Edie Mirman              | Charlotte Ardai Jennefors |
| Eugene Francis          | Conrad Vernon            | Fredrik Hiller            |
| Trollis                 | James McGrath            | Johan Hedenberg           |